# Senecio liebmannii
Senecio liebmannii là một loài thực vật có hoa trong họ Cúc. Loài này được Buchinger ex Klatt miêu tả khoa học đầu tiên năm 1888.